# Flugplatz Hoya

i7
i11
i13
Der Sonderlandeplatz Hoya (ICAO-Code: EDHY) liegt ca. 2 km nordöstlich von Hoya zwischen Hoya und Hassel zentral in der geographischen Mitte von Niedersachsen. Hauptnutzer ist der Segelflugverein Hoya von 1931 e. V.

## Geschichte
Der heutige Flugplatz liegt am nördlichen Rand eines Areals, das im Zweiten Weltkrieg einen Militärflugplatz der Luftwaffe beherbergte. Der Einsatzhafen Hoya erstreckte sich im Südwesten bis vor die Tore Hoyas. Hier befand sich der Kasernenbereich, der heute eine Schule des Technischen Hilfswerk beherbergt.
Nach Ausbruch des Zweiten Weltkriegs verlegten Anfang November 1939 aus Gütersloh kommend die He 111P der II. Gruppe des Kampfgeschwaders 28 (II./KG 28) nach Hoya. Das KG 28 wurde im Dezember in Kampfgeschwader 54 umbenannt und verlegte im Januar 1940 nach Oldenburg.
Mitte August 1944 wurde Hoya dann eine Basis von Bf 109G-Jägern. Die letzten drei Wochen im August lag hier zunächst die III. Gruppe des Jagdgeschwaders 4 (III./JG 4). Zur Monatsmitte traf dann auch noch die I. Gruppe des Jagdgeschwaders 27 (I./JG 27), die bis Oktober 1944 in Hoya stationiert blieb.

## Betriebsdaten
Der Sonderlandeplatz Hoya ist für Flugzeuge bis 5700 kg, Drehflügler bis 5700 kg, Segelflugzeuge, Motorsegler, Freiballone und Luftsportgeräte zugelassen.
Motorgetriebene Luftfahrzeuge sollen die Wohngebiete in der Umgebung des Flugplatzes meiden.

## Infrastruktur
Das ca. 10.500 m² große, direkt an der Weser gelegene Grundstück wurde 1993/94 mit einem Funktionsgebäudes mit etwa 1.000 m² Grundfläche bebaut. Der ca. 350 m² große Aufenthaltsbereich beherbergt Funktionsräume, Werkstätten für Kfz-, Holz- und GfK-Reparaturen, einen Briefingraum und Sanitärbereiche.
Die Flugzeughalle umfasst eine Fläche von etwa 650 m².

## Bilder

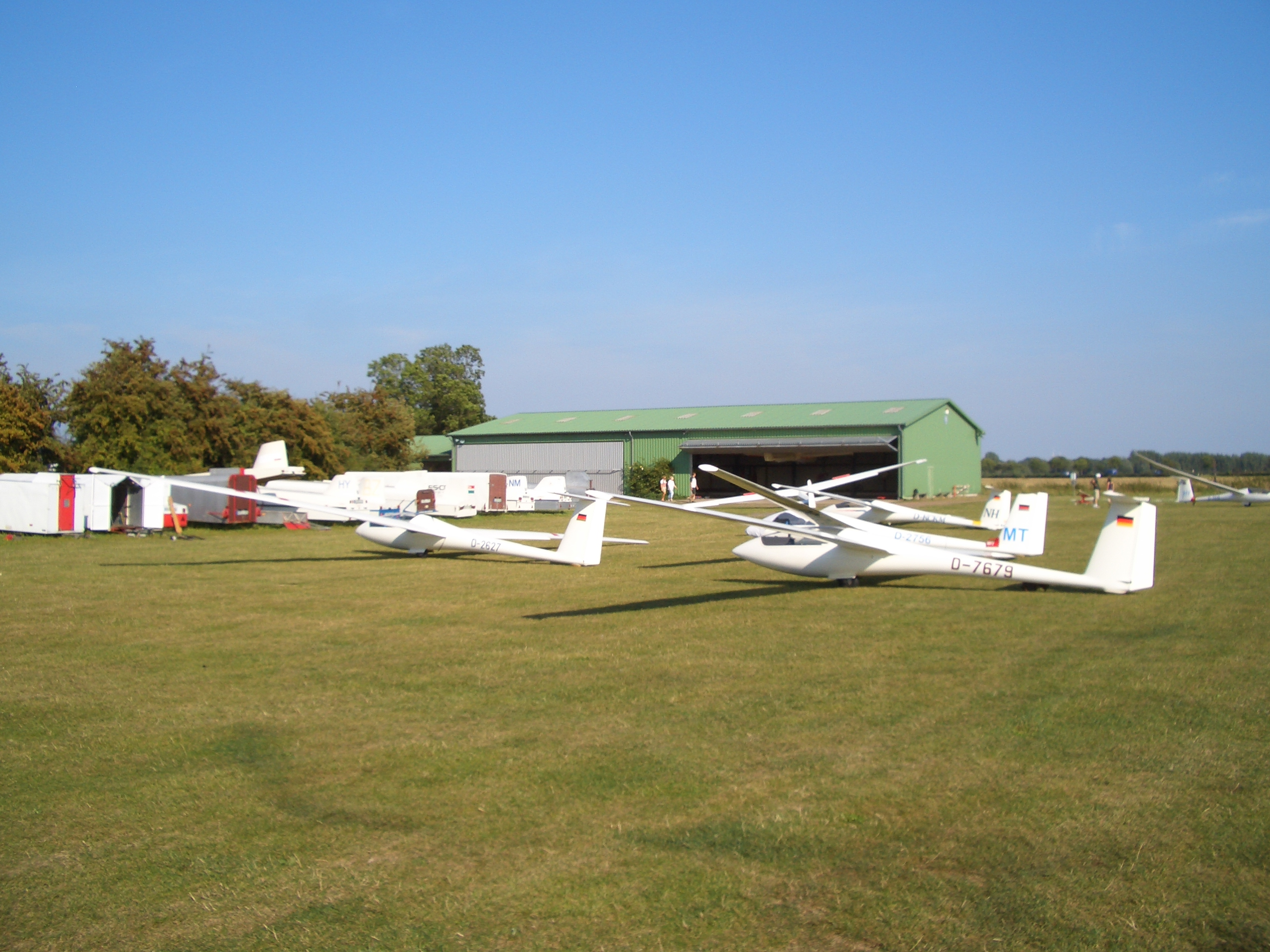
Segelflugzeuge in Hoya vor der Halle
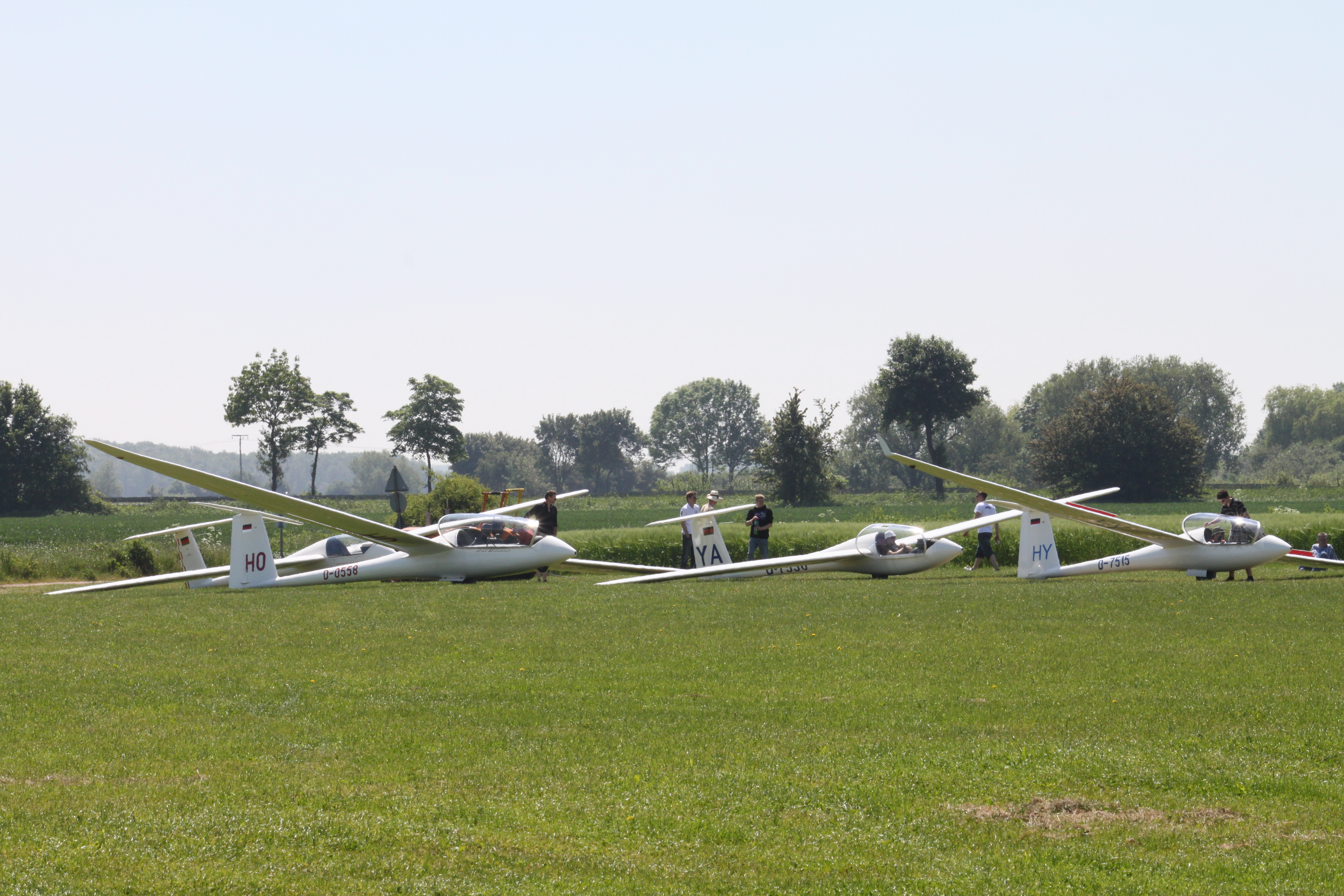
Östlicher Startaufbau in Hoya
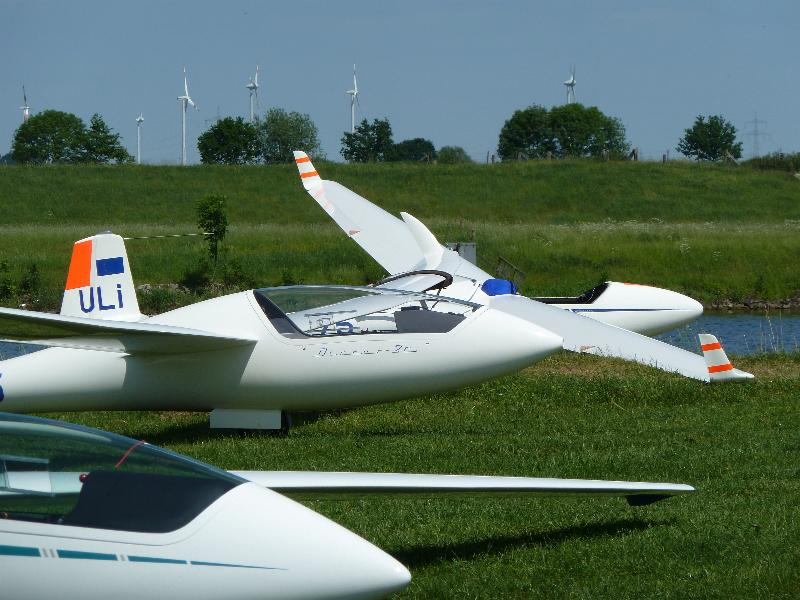
Westlicher Startaufbau in Hoya
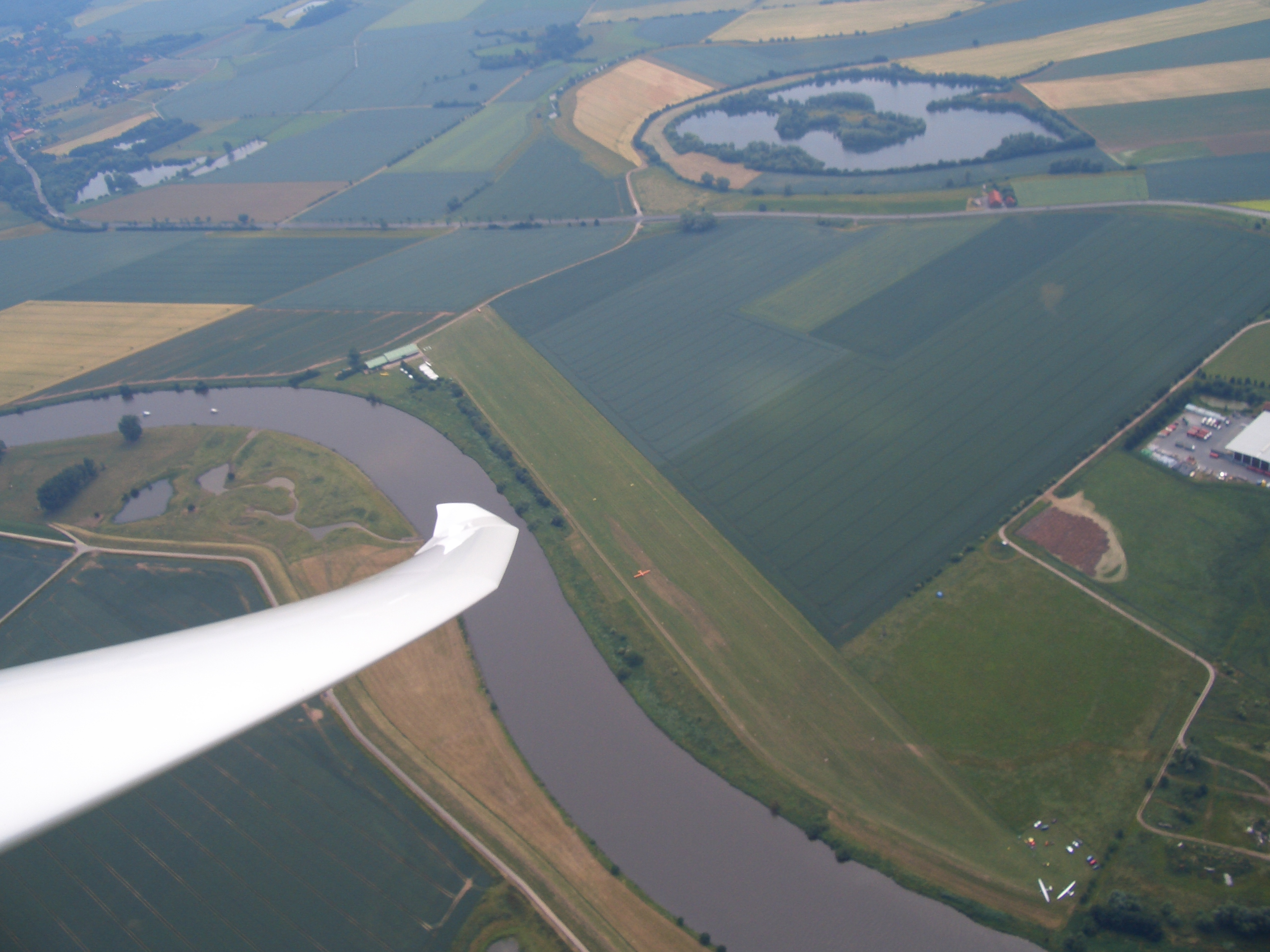
Segelfluggelände Hoya in der Mitte Niedersachsens
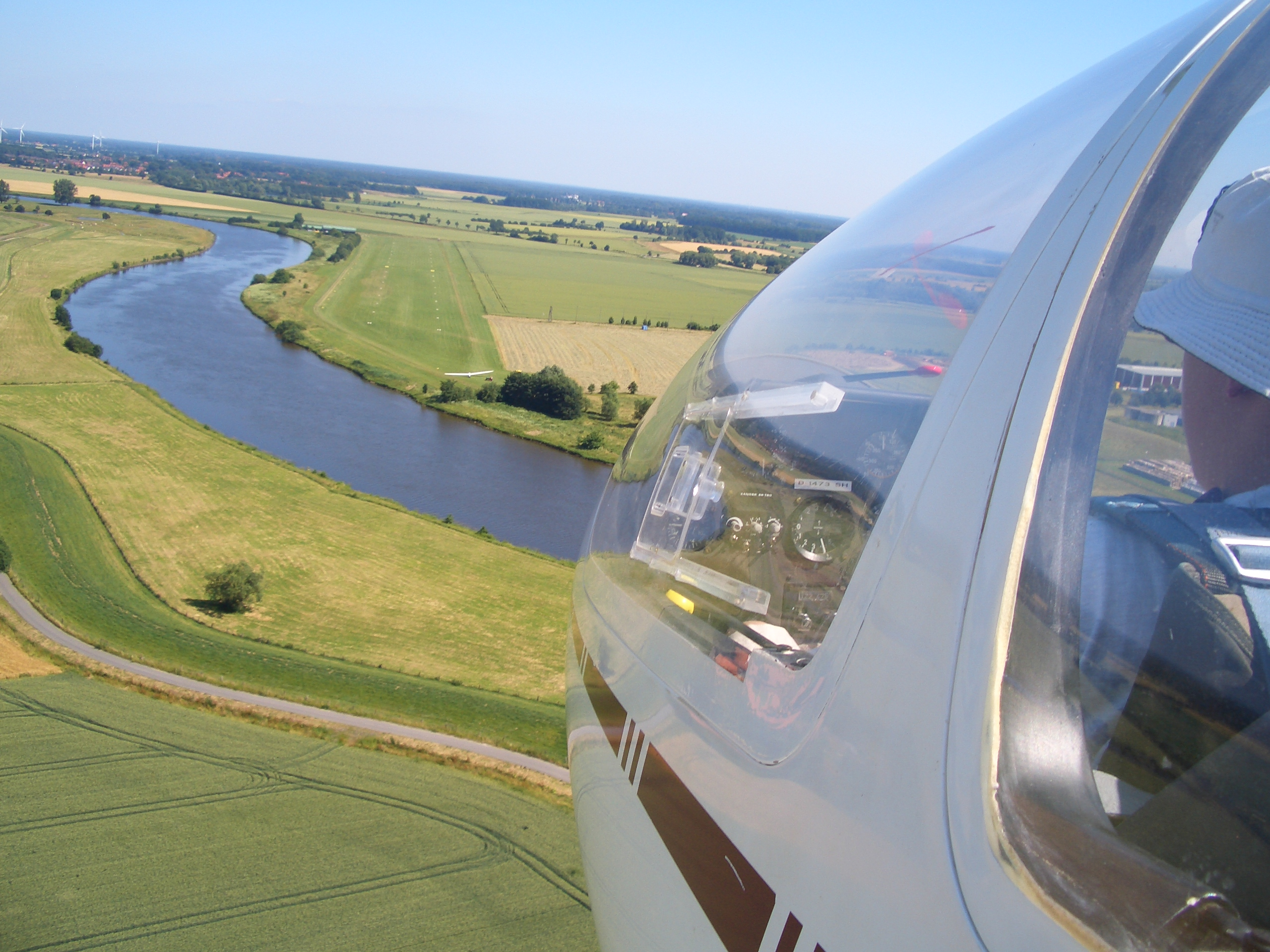
SH" im Landeanflug auf Hoya Piste "12"